# دائرة سيدي اعمر
دائرة سيدي اعمر هي إحدى دوائر ولاية تيبازة تقع على بعد13 كم على الولاية.19 كم على تيبازة.انها بلدية داخلية قليلا، انها قبل حجوط ومناصر. يقدر عدد السكان ب13000 نسمة حسب احصائية 2008.أصبحت سيدي اعمر دائرة سنة 1974.
تتبعها هاته البلديات وهي مناصر والناظور وسيدي اعمر.

## الفلاحة
تشتهر سيدي اعمر بسد بوكردان الذي بني سنة 1992 هو كبيير من سيدي اعمر حتى منطقة فجانة ومناصر.
تشتهر منتوجات الفلاحية بطاطا والطماطم والسلاطة، اما للمرافق هنالك 3 مدارس للابتدائي 2 متوسطتين وثانوية محمد بقديش.

## السياحة
الكاليتوس منطقة يذهب إليها كل المواطنين للراحة وهي تقع في نهاية البلدية في حي اولحسن.و هنالك حديقة عمومية في الوسط.